# Faisal Sido El-Agab
Faisal Sido El-Agab (Khartum, 24 agosto 1978) è un ex calciatore sudanese, di ruolo attaccante.

## Carriera

### Club
Ha sempre giocato nel campionato sudanese, vestendo prevalentemente la maglia dell'Al-Merrikh.

### Nazionale
Ha esordito con la maglia della Nazionale nel 1998.